# Bocageopsis mattogrossensis
Bocageopsis mattogrossensis är en kirimojaväxtart som först beskrevs av Robert Elias Fries, och fick sitt nu gällande namn av Robert Elias Fries. Bocageopsis mattogrossensis ingår i släktet Bocageopsis och familjen kirimojaväxter. Inga underarter finns listade i Catalogue of Life.